# Teodoro Cuniberti
Teodoro Cuniberti (Savigliano, 1849 – Torino, 1913) è stato un attore teatrale e commediografo italiano in dialetto piemontese.

## Biografia
Iniziò la sua attività teatrale nella compagnia di Giovanni Toselli. Specializzato in ruoli drammatici, si affermò come uno dei maggiori interpreti del teatro dialettale piemontese, e dopo il 1875 divenne capocomico dando vita alla Compagnia piemontese Teodoro Cuniberti.
Con lo pseudonimo di Giulio Serbiani fu autore drammatico, e scrisse complessivamente diciotto commedie nella sua lingua madre, tutte rappresentate, come lj pìfer ëd montagna e Anime ëd paota, suoi maggiori successi.
Attivo fino al 1913, anno della sua morte, la direzione della sua compagnia passò alla figlia Gemma.